# Каскада
Каскада (укр. Каскада) — село в Новоушицком районе Хмельницкой области Украины.

## История
В июле 1995 года Кабинет министров Украины утвердил решение о приватизации находившегося здесь совхоза "Мичуринский".
Население по переписи 2001 года составляло 1856 человек.

## Местный совет
32600, Хмельницкая обл., Новоушицкий р-н, пгт Новая Ушица, ул. Подольская, 12